# Zona Carsica Pignone
Zona Carsica Pignone este o arie protejată (arie specială de conservare — SAC, sit de importanță comunitară — SCI) din Italia întinsă pe o suprafață de 32 ha, integral pe uscat.

## Localizare
Centrul sitului Zona Carsica Pignone este situat la coordonatele 44°10′26″N 9°43′28″E / 44.173889°N 9.724444°E.

## Înființare
Situl Zona Carsica Pignone a fost declarat sit de importanță comunitară în iunie 1995 pentru a proteja 31 de specii de animale. Situl a fost protejat și ca arie specială de conservare în aprilie 2017.

## Biodiversitate
Situată în ecoregiunea mediteraneană, aria protejată conține 5 habitate naturale: Pante stâncoase calcaroase cu vegetație casmofită, Păduri de Castanea sativa, Peșteri inaccesibile publicului, Păduri de pin mediteraneene cu pini mezogeni endemici, Păduri aluvionare cu Alnus glutinosa și Fraxinus excelsior (Alno-Padion, Alnion incanae, Salicion albae).
La baza desemnării sitului se află mai multe specii protejate:
- păsări (26): pițigoi codat (Aegithalos caudatus), lăstunul mare (Apus apus), cucuvea (Athene noctua), sticlete (Carduelis carduelis), Certhia brachydactyla, florinte (Chloris chloris), cioară neagră (Corvus corone), cuc (Cuculus canorus), măcăleandru (Erithacus rubecula), cinteză (Fringilla coelebs), gaiță (Garrulus glandarius), capîntortură (Jynx torquilla), privighetoare (Luscinia megarhynchos), codobatură galbenă (Motacilla alba), codobatură de munte (Motacilla cinerea), pițigoi mare (Parus major), pitulice de munte (Phylloscopus collybita), ciocănitoarea verde (Picus viridis), sitar de pădure (Scolopax rusticola), țiclete (Sitta europaea), scatiu (Spinus spinus), huhurez mic (Strix aluco), silvie cu cap negru (Sylvia atricapilla), pănțărușul (Troglodytes troglodytes), mierlă (Turdus merula), sturz-cântător (Turdus philomelos)
- amfibieni (1): Speleomantes ambrosii
- mamifere (2): liliac cu aripi lungi (Miniopterus schreibersii), liliacul mare cu potcoavă (Rhinolophus ferrumequinum)
- nevertebrate (1): Euplagia quadripunctaria
- pești (1): Telestes muticellus

Pe lângă speciile protejate, pe teritoriul sitului au mai fost identificate 6 specii de plante, 4 specii de amfibieni, 8 specii de nevertebrate, 2 specii de reptile.